# Associação Atlética Ferroviária (Pindamonhangaba)
A Associação Atlética Ferroviária é um clube social, recreativo e esportivo, e foi um clube brasileiro de futebol da cidade de Pindamonhangaba, no estado de São Paulo. Fundado em 12 de abril de 1930, suas cores são verde e branca. O clube teve 8 participações no Campeonato Paulista de Futebol, mas nunca esteve na divisão principal.

## História
Fundado por funcionários da Estrada de Ferro Campos do Jordão, seguindo o exemplo de vários outros time fundado por ferroviários. Em 1945, houve uma retificação dos trilhos da Estrada de Ferro Central do Brasil, que passava pela cidade, e o campo da Ferroviária foi cortado ao meio, iniciando uma era de declínio do time. Foi apenas com uma ajuda que a própria Central do Brasil passou a dar na década seguinte para o clube que a equipe se reergueu, chegando a se profissionalizar e disputar os campeonatos da Federação Paulista de Futebol de 1954 a 1961.
A Ferroviária foi campeã do Campeonato Paulista Amador Interior de Futebol em 1934 e foi convidada a jogar uma espécie de Taça Competência contra o Juventus-SP (campeão da capital), mas a Ferroviária acabou sendo derrotada nos dois jogos.

## Títulos
- Campeonato Paulista - Série A2 = 1934